# Matteo Leporale
Matteo Leporale (Roma, 2 luglio 1983) è un pallanuotista italiano, centroboa dell'Olympic Roma.

## Biografia
Inizia la sua carriera nelle giovanili dell'ICF Flores e dell'Acilia per poi passare alla Roma, con cui ottiene la promozione in Serie A1 nel 2008. Nel 2010 si trasferisce alla Lazio, raggiungendo un'altra promozione in massima serie nel 2011. Resta in biancoceleste fino al 2024, anno in cui viene acquistato dall'Olympic Roma.